# رئيس وزراء العراق
رئيس مجلس الوزراء العراقي هو رئيس الحكومة العراقية والقائد العام للقوات المسلحة العراقية ، يعدّ رئيس السُلطة التنفيذية و المسؤول عن تنفيذ السياسة العامة للدولة ، فهو الحاكم الفعلي في البلد ، يقوم رئيس الجمهورية بتكليفه بتشكيل الحكومة بعد أن ترشحه الكتلة النيابية الأكثر عدداً في مجلس النواب ، ويقدم تشكيلته الوزارية و منهاجه الوزاري إلى مجلس النواب خلال مدة ثلاثين يوماً من تاريخ تكليفه لمنحه الثقة.

## التكليف
يكلّف رئيس الجمهورية العراقي مرشح الكتلة النيابية الأكثر عدداً بتشكيل مجلس الوزراء خلال خمسة عشرَ يوماً من تاريخ انتخاب رئيس الجمهورية، يتولى رئيس مجلس الوزراء المكلف تسمية أعضاء وزارته في حال فشل الأول يُكلف رئيس الجمهورية مرشحاً جديداً لرئاسة مجلس الوزراء.
اولاً :ـ يُكلّف رئيس الجمهورية، مرشح الكتلة النيابية الأكثر عدداً، بتشكيل مجلس الوزراء، خلال خمسة عشرَ يوماً من تاريخ انتخاب رئيس الجمهورية.
ثانياً :ـ يتولّى رئيس مجلس الوزراء المكلف، تسمية أعضاء وزارته، خلال مدةٍ أقصاها ثلاثون يوماً من تاريخ التكليف.
ثالثاً :ـ يُكلف رئيس الجمهورية، مرشحاً جديداً لرئاسة مجلس الوزراء، خلال خمسة عشر يوماً، عند إخفاق رئيس مجلس الوزراء المكلّف في تشكيل الوزارة، خلال المدة المنصوص عليها في البند «ثانياً» من هذه المادة.
رابعاً :ـ يعرض رئيس مجلس الوزراء المكلف، أسماء أعضاء وزارته، والمنهاج الوزاري، على مجلس النواب، ويعد حائزاً ثقتها، عند الموافقة على الوزراء منفردين، والمنهاج الوزاري، بالأغلبية المُطلقة.

## قائمة رؤساء الوزراء
- عبد الرحمن النقيب
- عبد المحسن السعدون
- جعفر العسكري
- ياسين الهاشمي
- توفيق السويدي
- ناجي السويدي
- نوري السعيد
- ناجي شوكت
- رشيد عالي الكيلاني
- جميل المدفعي
- علي جودت الأيوبي
- حكمت سليمان
- طه الهاشمي
- حمدي الباجه جي
- أرشد العمري
- صالح جبر
- محمد حسن الصدر
- مزاحم الباجه جي
- مصطفى محمود العمري
- نور الدين محمود
- محمد فاضل الجمالي
- عبد الوهاب مرجان
- أحمد مختار بابان
- عبد الكريم قاسم
- أحمد حسن البكر
- طاهر يحيى
- عارف عبد الرزاق
- عبد الرحمن البزاز
- ناجي طالب
- عبد الرحمن عارف
- عبد الرزاق النايف
- صدام حسين
- سعدون حمادي
- محمد حمزة الزبيدي
- أحمد حسين السامرائي
- إياد علاوي
- إبراهيم الجعفري
- نوري المالكي
- حيدر العبادي
- عادل عبد المهدي
- مصطفى الكاظمي
- محمد شياع السوداني